# Phalaenoptilus nuttallii
Phalaenoptilus nuttallii là một loài chim trong họ Caprimulgidae.